# Сидоренко, Фёдор Тимофеевич
Фёдор Тимофеевич Сидоренко (1903 год, село Георгиевка, Туркестанский край, Российская империя — 1962 год) — колхозник, звеньевой колхоза «Победа», Герой Социалистического Труда (1948).

## Биография
Родился в 1903 году в селе Георгиевка, Туркестанский край (сегодня — село Коксаек, Толебийский район Южно-Казахстанской области, Казахстан). В 1930 году вступил в колхоз «Победа» Георгиевского района Чимкентской области. Трудился рядовым колхозником. С 1941 года участвовал в Великой Отечественной войне. После демобилизации возвратился в родной колхоз. Был назначен звеньевым полеводческого звена.
В 1948 году полеводческое звено Фёдора Сидоренко собрало с участка площадью 25 гектаров по 28,6 центнеров зерновых. Указом Президиума Верховного Совета СССР от 20 мая 1949 года «за получение высоких урожаев пшеницы, риса, сахарной свёклы и картофеля в 1948 году» удостоен звания Героя Социалистического Труда с вручением ордена Ленина и золотой медали «Серп и Молот».
Скончался в 1962 году.